# Френк О’Хара
Френк О’Хара (енгл. Frank O'Hara) био је амерички постмодернистички песник и ликовни критичар, један од значајнијих уметника њујоршке уметничке сцене педестих и шездестих година двадесетог века. Деловао је у склопу такозване њујоршке школе – незваничне групе сликара, вајара, писаца и музичара који су проналазили инспирацију у џезу, надреализму, апстрактном експресионизму, акционом сликарству и савременим авангардним тенденцијама.
Често упоређиван са Витменом и Карлосом Вилијамсом, О’Хара је проналазио инспирацију у свакодневном градском животу Менхетна. Личне, али не и исповедне, његове песме документују свакодневно градско искуство. Песник и критичар Марк Доти истиче да је О’Харина поезија урбана, иронична, понекад истински слављеничка, често урнебесно духовита и да садржи грађу и асоцијације стране академском стиху, као што су филмске звезде двадесетих и тридесетих као кемп иконе, свакодневни пејзаж друштвених акивности Менхетна, џез музику и телефонске разговоре са пријатељима. Познат као песник међу сликарима, О’Хара је поред поезије писао есеје и критику за часопис Art News, поставши важан критичар и импресарио модерне уметности.
Најпознатије песничке збирке су му: Meditations in an Emergency 1957. и Lunch Poems 1964. Сабране песме Френка О’Харе изашле су постхумно 1971.

## Биографија
Френк О’Хара је рођен 27. марта 1926. у Балтимору. Одрастао је у Графтону, Масачусетсу. Студирао је клавир на конзерзаторијуму у Бостону, а потом је служио војску на Јужном Пацифику као управљач сонара у Другом светском рату. Након рата студирао је на Харварду где се усавршаваo у музици. Поред музике велику љубав осећао је према сликарству и поезији. У то време почиње да пише песме под утицајем поетике Артура Рембоа, Бориса Пастернака, Владимира Мајаковског и Стефана Малармеа. На Харварду је упознао Џона Ешберија, који га је наговори да почне да објављује песме у часопису Harvard Advocate. Упркос великој љубави према музици, Френк О’Хара мења смер на Харварду и уписује енглески језик и књижевност, коју је дипломирао 1950.
У јесен 1951. преселио се у Њујорк. Кратко је радио као асистент фотографу Сесилу Битону, да би се затим у децембру исте године запослио у Музеју модерне уметности као продавац разгледница, публикација и улазница. Писао је приказе за часопис Art News, а од 1960. постао је асистент кустосa слика и скулптура у Музеју модерне уметности. О’Хара је био врло активан на Њујоршкој уметничкој сцени. Био је пријатељ са познатим уметницима као што су Вилем де Кунинг, Џоана Мичел, Џексон Полок. Са сликарем Ларијем Риверсом неколико је година био у љубавној вези.
У раним јутарњим часовима 24. јула 1966. на плажи у Фајер Ајланду, Френк О’Хара је озбиљно повређен када га је ударио џип. Наредног дана је преминуо. Сахрањен је на Лонг Ајленду.

## Поетика
Френк О’Хара је као иновативни, постмодернистички песник створио необично разноврстан опус. Његово дело се пружа од раних надреалистичких песама до оригиналних радим ово радим оно (I do this I do that) песама, које бележе његове шетње по Њујорку у време паузе за ручак. Личне, али не и исповедне, многе О’Харине песме документују свакодневно искуство. У питању је поезија опсервација, а не медитација. О’Харини стихови стварају колаж привидно неважних детаља урбаног живота, неретко третирајући значајне догађаје као тривијалне. 
Овај њујоршки песник био је велики иноватор на пољу форме. Он је одбацио континуитет традиције и конвенције модернизма, показујући да су неконвенционалне, отворене или експерименталне форме много више у сагласју са доминатним поретком и културним вредностима света о којем пева. О’Хара се такође отворио према искуствима масовне културе, тако да се поједини стихови могу читати као некретичка репрезентација конзумерског друштва. Међутим, његов однос према конзумеризму је двоструко кодиран. Афирмативне алузије на куповину, брзу храну и масовне медије често су пропраћене расположењем туге, што сугерише да материјална добра не доносе испуњење и не отклањају осећај самоће. О’Харина поезија садржи алузије на песникову хомосексуалност, те су поједине љубавне песме упућене мушкарцу. Поред ових отворено хомоеротских, постоје и они стихови који доносе флуиднији осећај рода и пола, стварајући на тај начин променљиву и неухватљиву сексуалност лирског субјекта.
Прелаз од модернизма ка постмодернизму снажно се осећа у песми The Day Lady Died. Она припада традиционалном жанру елегије и испевана је поводом смрти Били Холидеј. У овој песми се типичним модернистичким поступком уметност поставља као нешто што трансцендира смрт. Начин на који се лирски субјект креће кроз детаље свакодневице, све док не види новинарски натпис који доноси вест о смрти познате џез певачице, чини ову песму постмодернистичком и специфичном. Песма Personal Poem не садржи временско и просторно одређење, што сугерише да су предмети и идеје само догађаји који се могу одмах конзумирати и одбацити. In Memory of My Feelings је покушај савременог песничког дијалога са Витменовом Песмом о мени, док је Biotherm фрагментарна песма стилизована у кемп маниру, у којој лирски субјект проговара кроз маску, симултативно поричући оно што наизглед афирмише. О’Хара је написао и манифест персонизма.

## У популарној култури
Неколико епизода друге сезоне серије Људи са Менхетна реферише на О’Хару и његову поезију. У првој епизоди ове сезоне Дон Дрејпер чита збирку Meditations in an Emergency и рецитује О’Харину песму Мајаковски. У дванаестој епизоди Дон разговара о књизи са Аном Дрејпер, док тринаеста епизода носи наслов по О’Хариној збирци Meditations in an Emergency.
Дејвид Боуви је О’Харину поезију сврстао у својих 100 омиљених књига.

## Одабрана дела
- (1952)
- (1953)
- (1957)
- (1960)
- (1960)
- (1964)
- (1965)

### Постхумно
- (1971)
- (1975)
- (1977)
- (1978)
- (1997)